# Рыжково (Курская область)
Рыжково — село в Конышёвском районе Курской области России. Входит в состав Ваблинского сельсовета.

## География
Село находится на реке Вабля (приток реки Прутище в бассейне Сейма), в 77 км от российско-украинской границы, в 54 км к северо-западу от Курска, в 20,5 км к северо-западу от районного центра — посёлка городского типа Конышёвка, в 4,5 км от центра сельсовета — села Вабля.
Климат
Рыжково, как и весь район, расположено в поясе умеренно континентального климата с тёплым летом и относительно тёплой зимой (Dfb в классификации Кёппена).
| Показатель                                                                       | Янв. | Фев. | Март | Апр. | Май  | Июнь | Июль | Авг. | Сен. | Окт. | Нояб. | Дек. | Год  |
| -------------------------------------------------------------------------------- | ---- | ---- | ---- | ---- | ---- | ---- | ---- | ---- | ---- | ---- | ----- | ---- | ---- |
| Средний суточный максимум, °C                                                    | −4,2 | −3,3 | 2,5  | 12,6 | 19   | 22,2 | 24,9 | 24,1 | 17,8 | 10,2 | 3,2   | −1,3 | 10,6 |
| Средняя температура, °C                                                          | −6,2 | −5,7 | −1   | 7,9  | 14,4 | 18   | 20,6 | 19,6 | 13,7 | 7    | 1     | −3,2 | 7,2  |
| Средний суточный минимум, °C                                                     | −8,6 | −8,7 | −4,9 | 2,6  | 8,9  | 12,8 | 15,7 | 14,6 | 9,6  | 3,8  | −1,2  | −5,3 | 3,3  |
| Норма осадков, мм                                                                | 51   | 45   | 47   | 51   | 62   | 72   | 78   | 56   | 59   | 58   | 48    | 50   | 677  |
| Источник: Погода по месяцам c ru.climate-data.org(дата обращения: Сентябрь 2021) |      |      |      |      |      |      |      |      |      |      |       |      |      |

Часовой пояс
Село Рыжково, как и вся Курская область, находится в часовой зоне МСК (московское время). Смещение применяемого времени относительно UTC составляет +3:00.

## История

Рыжково на карте 1785 года

Деревня была основана в XVII веке служилыми людьми Рыжковыми (Рышковыми), от фамилии которых и получила название. К началу XVIII века местные служилые люди были переведены в сословие однодворцев.
В XVII—XVIII веках деревня входила в состав Курицкого стана Курского уезда, располагаясь на его западной окраине. Примыкающее к Рыжково село Волково в то время входило уже в состав Свапского стана Рыльского уезда.
По данным 1-й ревизии 1719 года в Рыжково жили однодворцы Рыжковы (12 дворов), Юшковы (4 двора), Важовы, Головины, Тонковы, Щекины (по 3 двора), Бизгины, Горюшкины, Косиловы (по 2 двора), Воронцовы, Корсаковы, Кулякины, Лужецкие, Черниковы (по 1 двору) — всего 240 однодворцев мужского пола в 39 дворах. В то же время здесь жили крепостные крестьяне капитана Дмитрия Петровича Колюбанина (23 души мужского пола). Общее население деревни с учётом женского пола в то время составляло более 500 человек.
Рыжково было частью прихода храма Николая Чудотворца соседнего села Волково.
В 1779—1924 годах деревня входила в состав Дмитриевского уезда Курской губернии.
По данным 10-й ревизии 1858 года в Рыжково жили однодворцы Рыжковы, Корсаковы (по 10 дворов), Юшковы (4 двора), Важовы, Головины (по 3 двора), Горюшкины, Кулякины, Щекины (по 2 двора), Лужецкие, Машкины, Тепловы (по 1 двору) — всего 410 однодворцев (186 мужчин и 224 женщины) в 39 дворах.
C 1920-х годов до 1954 года Рыжково было административным центром Рыжковского сельсовета Конышёвского района. В 1954—1977 годах в составе Ваблинского сельсовета. 
По состоянию на 1955 год в Рыжково находился центр колхоза имени Сталина.
В 1977—2010 годах деревня снова была административным центром восстановленного Рыжковского сельсовета. С 2010 года вновь в составе Ваблинского сельсовета.

## Население
| 2002 | 2010 |
| ---- | ---- |
| 180  | ↘141 |

## Инфраструктура
Личное подсобное хозяйство. В селе 100 домов.

## Транспорт
Рыжково находится в 24 км от автодороги федерального значения М2 «Крым» (Москва — Тула — Орёл — Курск — Белгород — граница с Украиной, с подъездами к Туле, Орлу, Курску, Белгороду и историко-архитектурному комплексу «Одинцово»), в 11,5 км от автодороги регионального значения 38К-038 (Фатеж — Дмитриев), в 5,5 км от автодороги 38К-005 (Конышёвка — Жигаево — 38К-038), на автодорогах межмуниципального значения 38Н-142 (38К-005 — Рыжково — Лукьянчиково) и 38Н-557 (Рыжково — Волково), в 15 км от ближайшего ж/д остановочного пункта 552 км (линия Навля — Льгов I).
В 164 км от аэропорта имени В. Г. Шухова (недалеко от Белгорода).